# Inundaciones en El Salvador de 2009
Las inundaciones en El Salvador de 2009 ocurrieron entre los días 7 y 8 de noviembre. Las crecidas fueron provocadas por un frente de tormentas provenientes del océano Pacífico, para esos días se acumularon 450 milímetros de lluvia, siendo San Salvador, La Libertad, San Vicente, La Paz y Cuscatlán los departamentos del territorio más perjudicados. Hasta el 27 de noviembre, las autoridades de Protección Civil establecieron un total de 199 personas muertas y 77 desaparecidas. Especialmente afectado fue el casco urbano del municipio de Verapaz, soterrado por una avalancha proveniente del volcán de San Vicente que mato a 92 personas. Ante los acontecimientos, el gobierno salvadoreño decretó "emergencia nacional" el 8 de noviembre (levantado el día 27), y la Asamblea Legislativa hizo lo propio promulgando "estado de calamidad pública y desastre".

## Daños materiales
De acuerdo a declaraciones del Ministro de Obras Públicas reveladas el 17 de noviembre, los daños en la infraestructura del país ascenderían a $880 millones de dólares, monto que no incluía las averías del sistema educativo y de salud. Asimismo, el siniestro ocasionó unos 15 mil damnificados, aunque entre 75 y 100 mil personas sufrieron efectos directos e indirectos a consecuencia del desastre.
El 23 de noviembre, representantes de Protección Civil estimaron la cantidad de viviendas destruidas en 638; también se enumeraron 132 vías terrestres dañadas, 111 escuelas con desperfectos y pérdidas en el sector agropecuario en $30.813.377. En un informe preliminar, la CEPAL indicó que las inundaciones tendrían un efecto «limitado» en la economía salvadoreña. Esta misma institución reveló, el día 4 de diciembre, que la reconstrucción del país costaría $343 millones de dólares, y que las pérdidas económicas y en infraestructura habían sido estimadas en US$239 millones.

## Ayuda internacional
- El 18 de noviembre, la ONU y el gobierno salvadoreño pidieron la ayuda de $13.1 millones de dólares para cubrir las necesidades más urgentes de los afectados.[14]
- La Cruz Roja emitió un llamado internacional para recaudar $1.6 millones para atender las necesidades de los damnificados.[15]
- La Agencia Española de Cooperación Internacional para el Desarrollo contribuyó con un envío valorado en € 300.000 que incluye alimentos, kits de higiene y medicinas.[16]
- El Gobierno brasileño entregó un primer donativo el 11 de noviembre, consistente en 14 toneladas de víveres más 80.000 dólares para suplir emergencias.[17]
- El Gobierno estadounidense, a través de la Agencia para el Desarrollo Internacional, destinó una ayuda valorada en $840.000.[18]
- El Gobierno mexicano envió 40 toneladas de ayuda humanitaria.[19]
- El Gobierno venezolano contribuyó con 20 toneladas de alimentos y herramientas.[20]

La lista de países colaboradores incluyen:
- Argentina
- Costa Rica[22]
- Cuba
- Francia
- Guatemala
- Israel
- Japón
- Nicaragua
- Panamá